# László Kucsera
László Kucsera (* 30. Juli 1920 in Győr; † 20. Juli 2006 in Veszprém) war ein Offizier in der Volksrepublik Ungarn und zuletzt Generalmajor (Vezérőrnagy) im Innenministerium (Belügyminisztérium) sowie zwischen 1962 und 1975 Leiter der Gruppe BM III/IV Militärische Abwehr (Katonai elhárítás) des Innenministeriums.

## Leben

### Arbeiter, Eintritt in die Staatspolizei und Mitarbeiter der ÁVH
László Kucsera, Sohn von Berta Lőwinger, arbeitete nach dem Besuch von sechs Klassen der Grundschule zwischen 1933 und 1935 als Laufbursche für die Winzerei Weiner in Győr sowie im Anschluss von 1935 bis 1937 als Weber in der Spinnerei und Weberei Linum-Taussig Sámuel & Fiai in Győr. Danach absolvierte er von 1937 bis 1940 eine Berufsausbildung zum Schlosser in der Schlosserei Gebr. Steiner in Győr und war nach deren Abschluss zwischen 1940 und dem 9. Dezember 1944 als Hilfsschlosser in der Ungarischen Waggon- und Maschinenfabrik (Magyar Vagon- és Gépgyár) in Győr tätig. Im November 1944 wurde er wegen Mitgliedschaft in einer linken Organisation zu lebenslanger Haft verurteilt, dann in das Lager Bernau deportiert, aus dem er im Mai 1945 entlassen wurde.
Er trat am 2. Mai 1945 in die Ungarische Staatspolizei (Magyar Államrendőrség) ein und absolvierte für zwei Wochen die Parteischule der Ungarischen Kommunistischen Partei MKP (Magyar Kommunista Párt). Nach seiner Beförderung zum Hauptmann (Százados) im Dezember 1945 fand er in den folgenden Jahren bis September 1948 verschiedene Verwendungen in Polizeidienststellen in Mosonmagyaróvár, Szombathely und Győr. Während dieser Zeit besuchte er 1947 für weitere drei Wochen die Parteischule der MKP und wurde im September 1948 Mitarbeiter der Staatsschutzbehörde ÁVH (Államvédelmi Hatóság). Nach seiner Beförderung zum Major (Őrnagy) war er stellvertretender Abteilungsleiter und Abteilungsleiter in der ÁVH-Dienststelle Szombathely sowie zuletzt zwischen dem 27. Oktober 1951 und dem 5. März 1953 Leiter der Abteilung ÁVH I/3 in der Zentrale der Staatsschutzbehörde. Während dieser Zeit besuchte er 1949 ein Kreisausschussseminar der MKP sowie zwei Klassen der Oberstufe und wurde 1952 zum Oberstleutnant (Alezredes) befördert.

### Ungarischer Volksaufstand und Aufstieg zum Generalmajor
Am 31. Juli 1953 wechselte Kucsera ins Innenministerium (Belügyminisztérium) und war dort bis zum 1. August 1955 Leiter der Abteilung BM I. Nachdem er von September 1955 bis August 1956 die Parteihochschule der Partei der Ungarischen Werktätigen MDP (Magyar Dolgozók Pártja) besucht hatte, übernahm er bis Mai 1957 innerhalb des Innenministeriums verschiedene Funktionen in der für die Ungarische Polizei (Magyar Rendőrség) zuständigen Abteilung. Im Zuge der Niederschlagung des Volksaufstandes (23. Oktober bis 4. November 1956) leistete er zwischen dem 5. November und Dezember 1956 bei den sowjetischen Truppen einen sogenannten „Sonderkampfdienst“ (külön harci feladatot). Danach fungierte er zwischen dem 3. Mai 1957 und dem 11. Mai 1962 im Innenministerium als Leiter der Abteilung BM II/6 Sabotageabwehr (Szabotázs-elhárítás). In dieser Zeit wurde er am 13. Februar 1958 zum Oberst (Ezredes) befördert und besuchte ferner 1962 die Parteihochschule der Ungarischen Sozialistischen Arbeiterpartei MSZMP (Magyar Szocialista Munkáspárt).
Im August 1962 kam es zu einer neuerlichen Reorganisation der Staatsschutzaufgaben. Dabei wurde im Innenministerium die Abteilung II Politische Ermittlungen durch die Hauptgruppe BM III Staatssicherheit (Állambiztonsági) als die neue Organisation der politischen Polizei ersetzt. Innerhalb dieser Hauptgruppe wurden fünf Gruppen geschaffen, wobei József Galambos als erster Leiter der Hauptgruppe III Chef der Staatssicherheit blieb. Diese Organisation umfasste alle ungarischen Geheimdienste mit Ausnahme des militärischen Nachrichtendienstes (MNVK 2. Csoportfőnökség), der als Gruppe 2 dem Generalstab der Ungarischen Volksarmee MNVK (Magyar Néphadsereg Vezérkar) unterstellt war.
Im Anschluss wurde Kucsera am 15. August 1962 Leiter der neu entstandenen Gruppe BM III/IV Militärische Abwehr (Katonai elhárítás) und bekleidete diese Funktion bis zu seinem Ausscheiden aus dem Dienst am 30. April 1975, woraufhin Oberst Béla Matuska ihn ablöste. Zuletzt wurde er am 11. April 1967 noch zum Generalmajor (Vezérőrnagy) befördert.